# Nick Grimshaw
Nicholas Peter Andrew Grimshaw (sinh ngày 14/8/1984) là nam phát thanh viên truyền hình và radio người Anh Quốc. Anh được biết đến nhiều với vai trò MC cho nhiều chương trình trên đài BBC Radio 1, bao gồm The Radio 1 Breakfast Show từ năm 2012 đến 2018. Năm 2015, anh từng là giám khảo trong mùa thứ 12 của The X Factor.

## Đời tư
Grimshaw lớn lên ở Oldham, Greater Manchester. Anh từng theo học Đại học Liverpool, chuyên ngành Truyền thông và Cộng đồng từ năm 2002-2005. Tuy vậy, anh không qua được kì thi cuối khóa và tốt nghiệp bằng DipHE (Diploma of Higher Education, tương đương chứng chỉ hai năm học).
Vào ngày 17 tháng 8 năm 2012, Grimshaw công khai là người đồng tính.
Nick Grimshaw được tạp chí GQ trao giải GQ's Best-Dressed Man of the Year (Người đàn ông có trang phục đẹp nhất) năm 2014.
Năm 2018, Grimshaw là đại sứ cho quỹ The Albert Kennedy Trust, một quỹ từ thiện giúp đỡ những người vô gia cư trong cộng đồng LGBT.